# Paul Lafargue

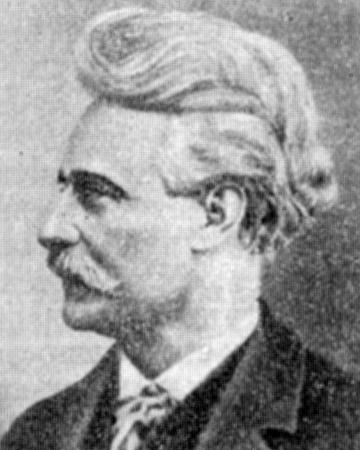
Paul Lafargue

Paul Lafargue (Santiago de Cuba, 15 de gener de 1842 - Draveil, 26 de novembre de 1911) va ser un periodista, metge, teòric polític i revolucionari francès. Encara que al principi la seva activitat política es va orientar a partir de l'obra de Pierre-Joseph Proudhon, el contacte amb Karl Marx (de qui fou gendre en casar-se amb la seva segona filla, Laura Marx) fou determinant. La seva obra més coneguda és El dret a la peresa. Nascut a Cuba en una família franco-caribenya, Lafargue va passar la major part de la seva vida a França, encara que també va passar períodes ocasionals a Anglaterra i Espanya. A l'edat de 69 anys, Laura i Lafargue es van suïcidar junts, portant a terme el que des de feia temps tenien planejat.

## Joventut i primera etapa a França
El pare de Lafargue era un acomodat propietari de plantacions de cafè a Cuba i per això Paul va poder començar els seus estudis a Santiago de Cuba i continuar-los a França. En 1851 la família Lafargue s'establí a Bordeus i Paul va estudiar al Liceu de Tolosa de Llenguadoc. Posteriorment va estudiar Medicina a París. És a París on Lafargue va començar la seva carrera política i intel·lectual, adherint-se a la filosofia positivista i entrant en contacte amb els grups republicans que s'oposaven a Napoleó III. Sembla que l'obra de Proudhon el va influir particularment en aquesta fase de la seva vida i va anar com anarquista proudhonià com Lafargue va ingressar en la secció francesa de l'"Associació Internacional de Treballadors" (l'AIT, més coneguda com la Primera Internacional). No obstant això, aviat va entrar en contacte amb dues de les personalitats més prominents del pensament revolucionari, Karl Marx i Louis Auguste Blanqui, la influència del qual va eclipsar completament les tendències anarquistes que fins llavors havia mostrat Lafargue.

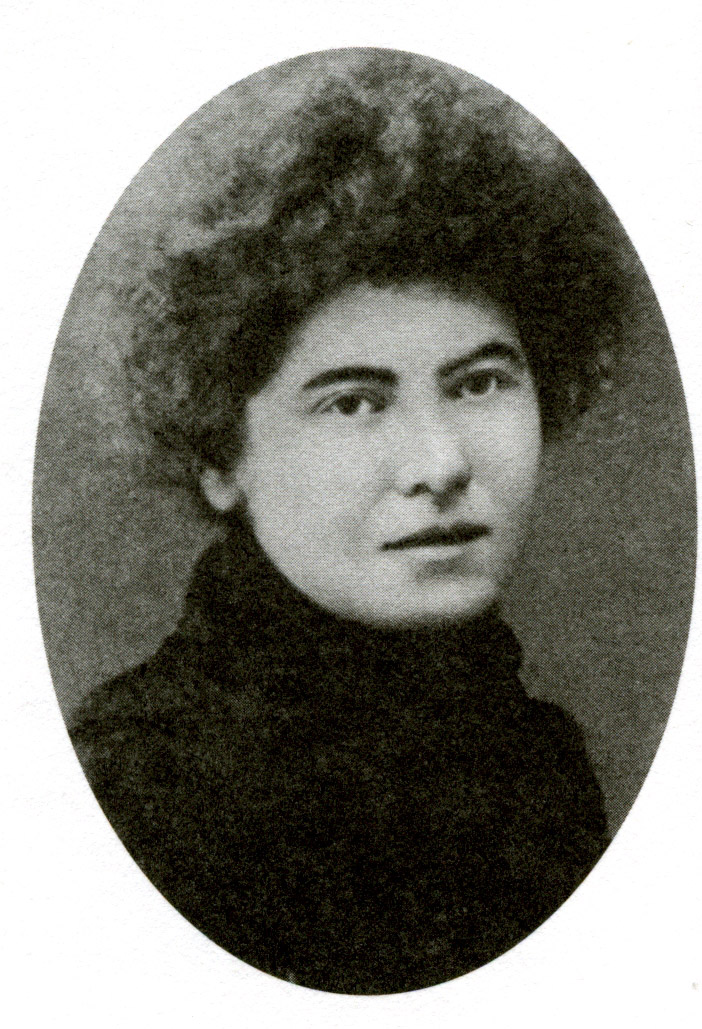
Laura, filla de Karl Marx i esposa de Paul Lafargue

El 1865, després de participar en el Congrés Internacional d'Estudiants a Lieja, les universitats franceses van prohibir que Lafargue hi posés els peus, raó per la qual va haver de marxar a Londres per començar de nou la seva carrera. A Londres es va convertir en un assidu de la casa de Marx, on coneixeria la seva filla Laura amb la qual es va casar el 1868. La seva activitat política va prendre un nou rumb a Anglaterra, va ser triat membre del "Consell General" de la Primera Internacional, i va acabar sent nomenat secretari corresponsal per a Espanya (càrrec que va ocupar entre 1866 i 1868). No obstant això, sembla que no va aconseguir establir cap mena de contacte seriós amb les organitzacions de treballadors espanyoles. Les organitzacions espanyoles només entrarien a formar part de la Internacional a partir de la Revolució de 1868, mentre que l'arribada a Espanya de l'anarquista italià Giuseppe Fanelli va convertir al país en un bastió del moviment anarquista (i no del corrent marxista que representava Lafargue).
L'oposició a l'anarquisme de Lafargue es va tornar notòria quan, al seu retorn d'Espanya, va escriure una sèrie d'articles en els quals criticava la influència de Proudhon en algunes organitzacions obreres franceses. Aquesta sèrie d'articles va suposar el punt de partida d'una llarga carrera com articulista polític.

## Període espanyol
Després de l'episodi revolucionari de la Comuna de París de 1871, la repressió política va obligar Lafargue a emigrar a Espanya. Es va establir a Madrid, on va contactar amb alguns membres locals de la Internacional, sobre els quals la seva influència fou molt important. A diferència del que succeïa a altres països europeus, la influència de l'anarquisme en un país tan aclapadorament agrari com era Espanya fou enorme. La majoria dels revolucionaris espanyols formaven part de la facció anarquista de la Internacional (i el seu pes seguiria sent enorme a Espanya fins a la Guerra Civil). Lafargue es va dedicar a intentar redirigir aquesta tendència cap al marxisme, tasca en la qual va estar assessorat per Friedrich Engels. Aquesta tasca tenia també importants implicacions a escala internacional, ja que la federació espanyola de la Internacional era un dels pilars principals de la facció anarquista. La tasca encomanada a Lafargue consistia principalment a reunir a Madrid un grup marxista que fos capaç de liderar l'activitat revolucionària. Alhora, Lafargue va començar a escriure una sèrie d'articles anònims per al periòdic L'Emancipació en els quals defensava la necessitat de crear un partit polític de la classe obrera (un dels principals punts de desacord amb els anarquistes).
En alguns d'aquests articles Lafargue expressava les seves pròpies idees sobre la necessitat de reduir la jornada laboral (una concepció que no era aliena al pensament del mateix Marx). El 1872, després d'un atac de L'Emancipació contra el nou i anarquista Consell Federal, la Federació de Madrid va expulsar els qui havien signat aquest article. Aviat aquests van crear la Nova Federació de Madrid, un grup que mai va arribar a tenir una gran influència. L'última activitat de Lafargue com activista polític a Espanya va consistir a representar a la minoritària secció marxista en el Congrés de La Haia de 1872, congrés que va significar el final de la Primera Internacional com associació unitària de tots els socialistes.

## Segon període francès
Entre 1873 i 1882, Paul Lafargue va viure a Londres. En aquells dies ja havia deixat d'exercir la medicina, en la qual ja no creia. Va obrir un taller de litografia, però l'escassetat dels ingressos el va obligar sovint a demanar diners a Engels (que era propietari d'indústries). Gràcies a l'ajuda d'aquest va aconseguir entrar novament en contacte des de Londres amb el moviment obrer francès (el qual estava començant a guanyar de nou base social, després de la tremenda repressió reaccionària que havia portat a terme Adolphe Thiers durant els primers anys de la III República francesa). A partir de 1880 va treballar de nou com a editor del diari L'Egalité. En aquest mateix any i en les pàgines d'aquest diari, Lafargue va començar a publicar els primers esborranys de El dret a la peresa.
Va ser un actiu militant a la Comuna de París, i també fou dirigent de la II Internacional. Va ser un dels fundadors del Partit Obrer francès el 1879. Un dels seus llibres més cèlebres és El dret a la peresa, escrit cap a 1880, i que va ser un dels textos més difosos de la literatura socialista mundial, probablement només superat pel "Manifest del Partit Comunista" de Karl Marx i Friedrich Engels.

## Obres
- El método histórico (castellà)
- La matérialisme économique sociale de Karl Marx (1884)
- Cours d'économie sociale (1884)
- Le droit à la paresse (1887); traduït al català com El dret a la peresa (Llibres de l'Índex, 1990, 2014)
- The Evolution of Property from Savagery to Civilization (1891) (nova edició, 1905)
- Le socialisme utopique (1892)
- Le communisme et l'évolution économique (1892)
- Le socialisme et la coquéte des pouvoirs publics (1899)
- La question de la femme (1904)
- Le déterminisme économique de Karl Marx (1909)